# IC 99
IC 99 је спирална галаксија у сазвјежђу Кит која се налази на листи објеката дубоког неба у Индекс каталогу.
Деклинација објекта је - 12° 57' 9" а ректасцензија 1h 22m 27,3s. Привидна величина (магнитуда) објекта IC 99 износи 14,7 а фотографска магнитуда 15,4. IC 99 је још познат и под ознакама MCG -2-4-34, PGC 4997.